# Świdnicki Ośrodek Kultury
Świdnicki Ośrodek Kultury to ośrodek mieszczący się w Świdnicy. Jest on animatorem życia kulturalnego miasta oraz największą instytucją kultury w mieście. ŚOK dysponuje dwoma obiektami. Są to sala widowiskowa w Rynku oraz Klub Bolko. Obiekt na Rynku 43 mieści salę teatralną posiadającą widownią na 315 miejsc. Istnieje tam również Galeria Fotografii oraz zaplecze biurowo-administracyjne. W Galerii Fotografii wystawiane są prace znanych twórców, organizowane są spotkania autorskie. Obiekt Klub Bolko mieści się przy Placu Grunwaldzkim 11. Mieści się tam sala widowiskowa na 300 miejsc, wykorzystywana przy organizacji imprez - koncertów,przedstawień, dyskotek, bali. Druga sala to sala o powierzchni 132 m², organizowane są w niej próby zespołów ŚOK-u. W Klubie BOLKO znajduje się też sala konferencyjno - bankietowa, pomieszczenia zespołów muzycznych działających przy ŚOK, garderoba zespołów tanecznych oraz Kawiarnia Na Piętrze 
Przy Świdnickim Ośrodku Kultury działają liczne zespoły artystyczne i kółka zainteresowań. Są to:
- Zespół Pieśni i Tańca „Jubilat” – zrzesza 40- osobowy zespół oraz 10-osobową kapelę.
- Zespół Estradowy „Krąg” – zrzesza również 40 osób
- Zespół Tańca Nowoczesnego „Czas” – skupia 20 dziewcząt w wieku od 14-18 lat
- Zespół Tańca „Mały Jubilat”
- Koło Filatelistów
- zespoły muzyczne
- grupy teatralne